# Diecéze Como
Diecéze Como je římskokatolická diecéze v italském Comu.
Je sufragánní vůči arcidiecézi milánské a je součástí církevní oblasti Lombardie. Diecézní katedrálou je comský dóm.